# Mo-I-Rana (band)
Mo-I-Rana var et dansk rockband, der var aktivt i 1970'erne. Bandet blev dannet i sommeren 1972 af Nils Henriksen og Ken Gudman efter at disse havde forladt Culpeper's Orchard. Kort efter kom Bill Hazen (tidligere Day Of Phoenix) med i gruppen, der senere blev udvidet med Ole Prehn, Hans Lauridsen og Thorkild Nielsen. Efter indspilningen af bandets debutalbum Loners & Lovers ved årsskiftet 1973/74 forlod Gudman gruppen og i stedet kom Henrik Friis Nielsen (tidligere Day of Phoenix) med. Bandet blev kort efter opløst.
Bandet tog sit navn fra den norske by Mo i Rana, hvor bandets medlemmer blev æresborgere. Mo-I-Rana blev i sin korte levetid betegnet som en dansk supergruppe med medlemmer fra en række tidligere kendte orkestre, bl.a. Culpeper's Orchard og Day of Phoenix.

## Diskografi

### Singler
- "So My Daddy Says" / "Alone" (1973) Polydor 2054 076 (DK) og 2121-158 (UK)
- "You really got me" / "Since You Been Gone" (1973) Polydor 2054 094
- "Break it up" / "A Theme for Loners and Lovers (1974) Polydor 2054 109
- "The Chaser" / "Dirty Love" (1974) Polydor 2054 124

### Album
- Loners & Lovers (1974) Polydor 2380 023

## Eksterne links
- Omtale på discogs

| Musikgruppe | Spire Denne artikel om en dansk musikgruppe er en spire som bør udbygges. Du er velkommen til at hjælpe Wikipedia ved at udvide den. |